# Torino Football Club 2006-2007
Questa voce raccoglie le informazioni riguardanti il Torino Football Club nelle competizioni ufficiali della stagione 2006-2007.

## Stagione

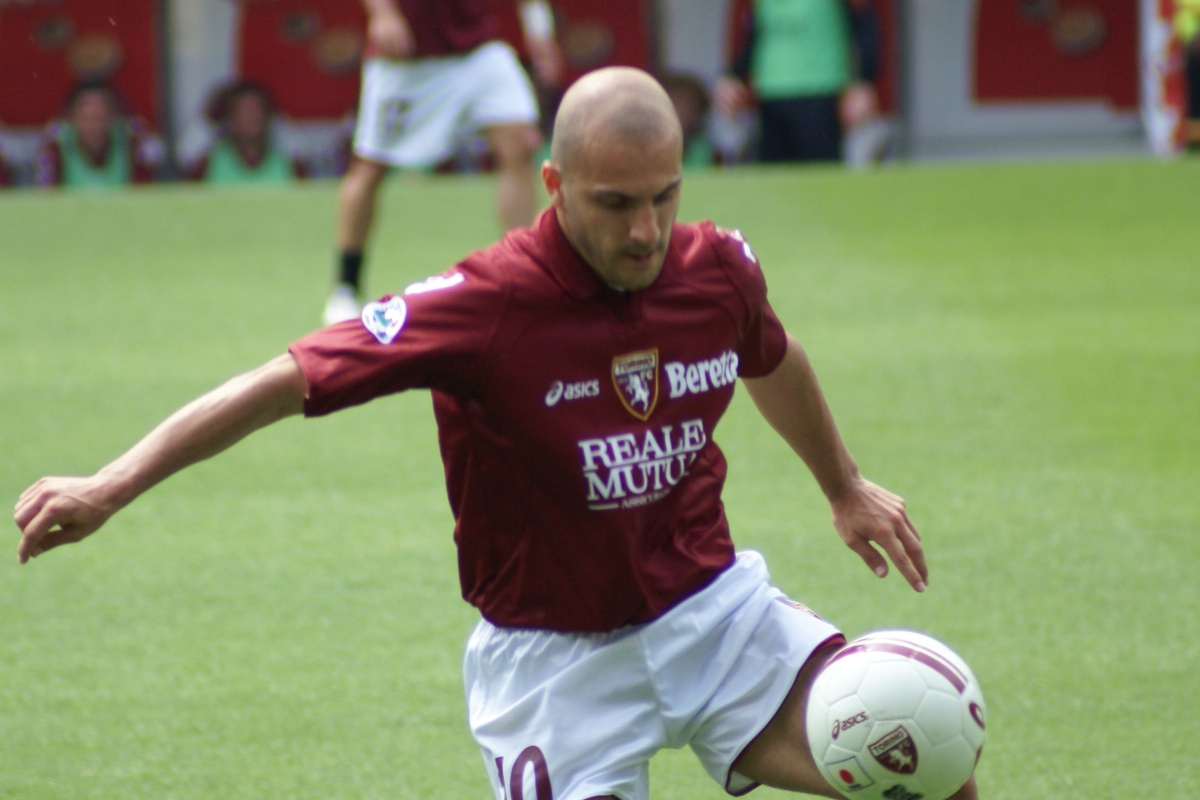
Il giovane Alessandro Rosina, uno dei protagonisti della salvezza del Torino al ritorno in massima serie

Nella stagione 2006-2007 il Torino riappare in Serie A dopo un'assenza triennale e forte di una rosa dai nomi esperti (al campione mondiale Barone si sono aggiunti Abbiati, Fiore e Muzzi), il Torino inizia la stagione dalla Coppa Italia: viene eliminato dal Crotone nel secondo turno. Alla vigilia del campionato, gli attriti con Gianni De Biasi hanno convinto il presidente Cairo all'esonero: la panchina è stata affidata al navigato Alberto Zaccheroni. L'esordio nel torneo arriva a tre mesi dalla promozione, con un pareggio interno (1-1) contro il Parma. Il primo scorcio del torneo evidenzia una squadra in crisi, capace di battere tra le mura amiche soltanto il Chievo e la Sampdoria; una ripresa si è evidenziata a ridosso del Natale, grazie a tre vittorie di fila che hanno consentito di festeggiare il centenario del club (avvenuto il 3 dicembre 2006) nel migliore dei modi. I granata si sono ritrovati a poche lunghezze dalla lotta per ottenere la qualificazione alle Coppe europee. Poi il toro inizia molto male il nuovo anno 2007. A fine febbraio, dopo una striscia di 7 knock-out consecutivi, il presidente Cairo richiama De Biasi alla guida.
Malgrado alcuni passaggi a vuoto, il Torino riesce a conquistare la salvezza nelle ultime giornate di campionato. Una vittoria contro l'Ascoli (1-0) - diretta concorrente - condanna i marchigiani in anticipo, permettendo ai piemontesi di classificarsi in sedicesima posizione, poi a suggellare la salvezza arriva la vittoria esterna (0-1) con la Roma a due giornate dal termine del campionato.

## Divise e sponsor

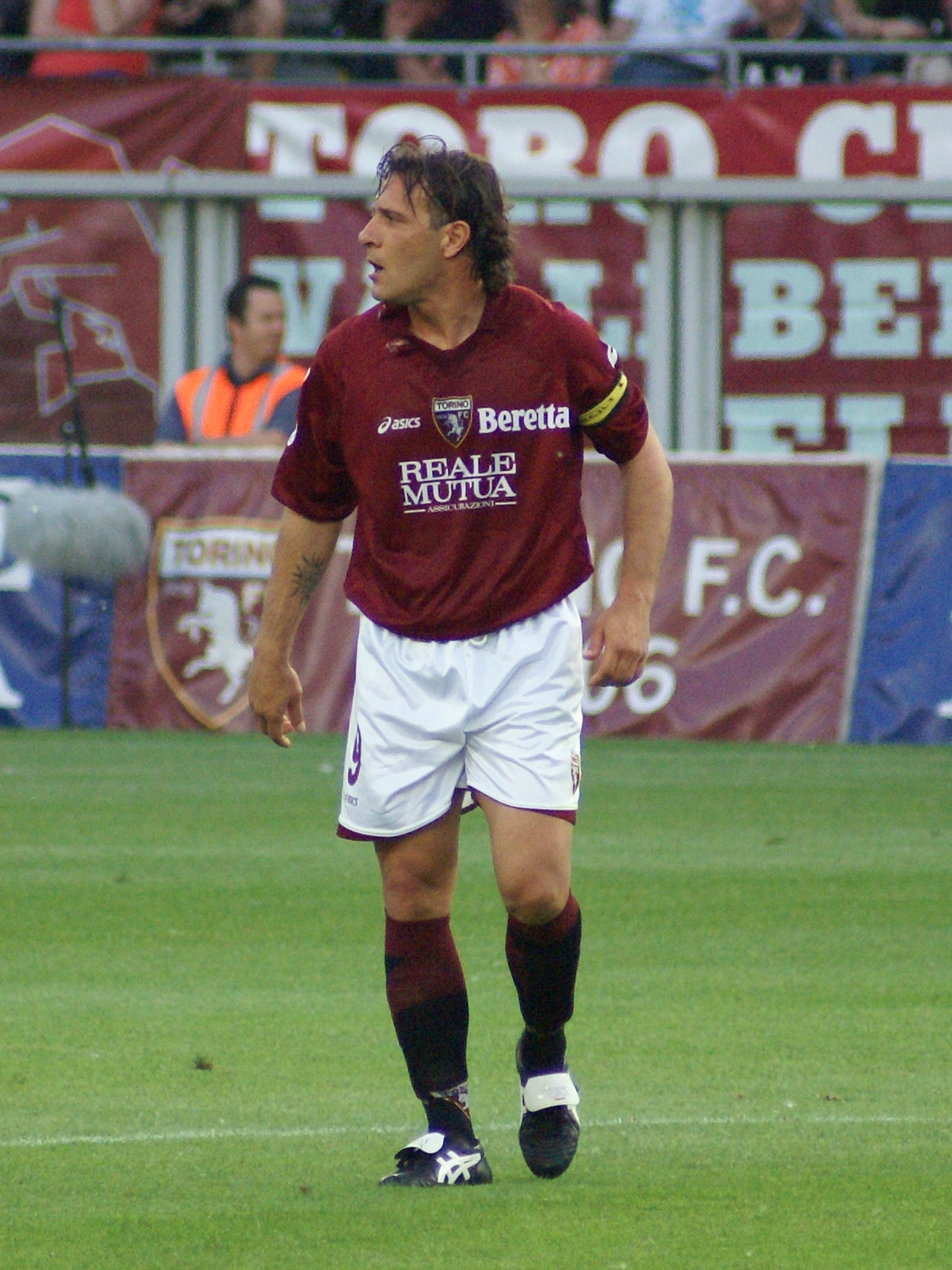
L'attaccante Roberto Muzzi con la tradizionale divisa home dei granata.

Nel 2006-2007, il Torino ha avuto come sponsor tecnico Asics. Lo sponsor principale è stato Reale Mutua Assicurazioni, il secondo sponsor è stato Beretta.
| Casa | Trasferta |

## Organigramma societario
Area direttiva
- Presidente e Amministratore delegato: Urbano Cairo
- Vice presidente:Giuseppe Cairo
- Direttore amministrativo: Luca Boccone

Area organizzativa
- Segretario generale, Team manager: Massimo Ienca
- Segretaria di direzione: Sonia Pierro
- Staff direzione generale: Massimo Cosentino
- Dirigente addetto agli arbitri: Paolo Ravizza

Area comunicazione
- Addetto stampa: Alberto Barile
- Responsabile biglietteria: Fabio Bernardi, Dario Mazza

Area tecnica
- Direttore sportivo: Doriano Tosi
- Allenatore:  Alberto Zaccheroni[27][28][29], poi Gianni De Biasi
- Allenatore in seconda: Igor Charalambopoulos, da settembre Stefano Agresti[27][28][29]
- Collaboratore tecnico: Giovanni Lorini, Roberto Rossi[27][28][29]
- Preparatore dei portieri: Vinicio Bisioli, Maurizio Guido[27][28][29]
- Preparatore atletico: Paolo Artico, Francesco Siepi, Eugenio Albarella[27][28][29]

Area sanitaria
- Responsabile sanitario: Gianluca Stesina
- Medico sociale: Oliviero Zamperone
- Massofisioterapisti: Paolo Castagno, Cristiano Cugusi

## Rosa
| N. |                     | Ruolo | Calciatore                   |
| -- | ------------------- | ----- | ---------------------------- |
| 1  | Italia (bandiera)   | P     | Massimo Taibi                |
| 2  | Italia (bandiera)   | D     | Giuseppe Pancaro             |
| 3  | Italia (bandiera)   | D     | Jacopo Balestri              |
| 4  | Italia (bandiera)   | D     | Oscar Brevi                  |
| 5  | Italia (bandiera)   | C     | Fabio Gallo                  |
| 6  | Italia (bandiera)   | D     | Gabriele Cioffi              |
| 7  | Italia (bandiera)   | C     | Stefano Fiore                |
| 8  | Italia (bandiera)   | C     | Simone Barone                |
| 9  | Italia (bandiera)   | A     | Roberto Muzzi                |
| 10 | Italia (bandiera)   | C     | Alessandro Rosina            |
| 11 | Italia (bandiera)   | A     | Roberto Stellone             |
| 13 | Italia (bandiera)   | D     | Cesare Bovo                  |
| 14 | Italia (bandiera)   | D     | Ivan Franceschini            |
| 15 | Italia (bandiera)   | C     | Diego De Ascentis (capitano) |
| 16 | Giappone (bandiera) | A     | Masashi Ōguro                |
| 17 | Serbia (bandiera)   | C     | Nikola Lazetić               |
| 18 | Italia (bandiera)   | D     | Angelo Ogbonna               |
| 19 | Italia (bandiera)   | A     | Elvis Abbruscato             |

| N. |                                 | Ruolo | Calciatore             |
| -- | ------------------------------- | ----- | ---------------------- |
| 20 | Italia (bandiera)               | C     | Claudio Ferrarese      |
| 21 | Bosnia ed Erzegovina (bandiera) | C     | Vedin Musić            |
| 21 | Ucraina (bandiera)              | D     | Serhiy Predko          |
| 22 | Italia (bandiera)               | D     | Gianluca Comotto       |
| 23 | Italia (bandiera)               | C     | Andrea Ardito          |
| 24 | Costa d'Avorio (bandiera)       | A     | Axel Konan             |
| 25 | Italia (bandiera)               | D     | Marco Di Loreto        |
| 26 | Italia (bandiera)               | D     | Luigi Martinelli       |
| 27 | Senegal (bandiera)              | D     | Diaw Doudou            |
| 28 | Italia (bandiera)               | C     | Tommaso Vailatti       |
| 31 | Italia (bandiera)               | P     | Alberto Maria Fontana  |
| 32 | Italia (bandiera)               | P     | Christian Abbiati      |
| 33 | Italia (bandiera)               | P     | Lys Gomis              |
| 44 | Italia (bandiera)               | A     | Claudio De Sousa       |
| 46 | Italia (bandiera)               | P     | Gianluca Miolli        |
| 55 | Italia (bandiera)               | D     | Giovanni Orfei         |
| 77 | Italia (bandiera)               | D     | Francesco Coco         |
| 79 | Italia (bandiera)               | D     | Matteo Melara          |
| 84 | Italia (bandiera)               | A     | Pasquale Schiattarella |

## Calciomercato

### Sessione estiva
| Acquisti | Acquisti          | Acquisti   | Acquisti      |
| R.       | Nome              | da         | Modalità      |
| -------- | ----------------- | ---------- | ------------- |
| P        | Christian Abbiati | Milan      | prestito      |
| P        | Massimo Taibi     | Atalanta   | riscatto      |
| D        | Gabriele Cioffi   | Mantova    | definitivo    |
| D        | Gianluca Comotto  | Roma       | comproprietà  |
| D        | Marco Di Loreto   | Fiorentina | definitivo    |
| D        | Ivan Franceschini | Reggina    | definitivo    |
| D        | Giuseppe Pancaro  | Fiorentina | definitivo    |
| D        | Ronaldo Vanin     | Catanzaro  | fine prestito |
| C        | Simone Barone     | Palermo    | definitivo    |
| C        | Diego De Ascentis | Livorno    | definitivo    |
| C        | Stefano Fiore     | Valencia   | prestito      |
| C        | Nikola Lazetić    | Livorno    | riscatto      |
| C        | Alessandro Rosina | Parma      | riscatto      |
| A        | Elvis Abbruscato  | Arezzo     | riscatto      |
| A        | Claudio De Sousa  | Catanzaro  | fine prestito |
| A        | Axel Konan        | Lecce      | prestito      |
| A        | Masashi Ōguro     | Grenoble   | definitivo    |
| A        | Roberto Stellone  | Genoa      | riscatto      |

| Cessioni | Cessioni          | Cessioni     | Cessioni      |
| R.       | Nome              | a            | Modalità      |
| -------- | ----------------- | ------------ | ------------- |
| P        | Angelo Pagotto    | Grosseto     | definitivo    |
| D        | Mattia De Stefano | Pavia        | comproprietà  |
| D        | Davide Nicola     | Ternana      | fine prestito |
| D        | Luca Ungari       | Modena       | fine prestito |
| D        | Ronaldo Vanin     | Perugia      | definitivo    |
| C        | Davide Bottone    | Biellese     | prestito      |
| C        | Alessandro Campo  | Cittadella   | definitivo    |
| C        | Mark Edusei       | Sampdoria    | fine prestito |
| C        | Raffaele Longo    | Roma         | fine prestito |
| C        | Tommaso Vailatti  | Vicenza      | prestito      |
| A        | Enrico Fantini    | Fiorentina   | fine prestito |
| A        | Zīsīs Vryzas      | Skoda Xanthī | definitivo    |

### Sessione invernale
| Acquisti | Acquisti       | Acquisti | Acquisti      |
| R.       | Nome           | da       | Modalità      |
| -------- | -------------- | -------- | ------------- |
| D        | Cesare Bovo    | Palermo  | prestito      |
| D        | Francesco Coco | Inter    | prestito      |
| C        | Davide Bottone | Biellese | fine prestito |

| Cessioni | Cessioni          | Cessioni    | Cessioni      |
| R.       | Nome              | a           | Modalità      |
| -------- | ----------------- | ----------- | ------------- |
| D        | Diaw Doudou       | Cesena      | definitivo    |
| D        | Matteo Melara     | Ascoli      | prestito      |
| D        | Giovanni Orfei    | Salernitana | definitivo    |
| C        | Davide Bottone    | Varese      | comproprietà  |
| C        | Claudio Ferrarese | Verona      | definitivo    |
| C        | Stefano Fiore     | Livorno     | fine prestito |
| C        | Vedin Musić       | Treviso     | prestito      |

## Risultati

### Serie A

#### Girone di andata
| Arbitro: | Stefanini (Prato) |

|              |           |           |
| Stellone 90’ | Marcatori | 55’ Budan |

| Arbitro: | Pantana (Macerata) |

|                          |           |  |
| Di Natale 25’ Felipe 65’ | Marcatori |  |

| Arbitro: | Giannoccaro (Lecce) |

|           |           |               |
| Muzzi 40’ | Marcatori | 4’, 35’ Frick |

| Arbitro: | Brighi (Cesena) |

|             |           |             |
| Modesto 56’ | Marcatori | 65’ Comotto |

| Arbitro: | Pieri (Lucca) |

|  |           |                                           |
|  | Marcatori | 48’ Rocchi 55’ (rig.), 67’ Oddo 71’ Mauri |

| Arbitro: | Bertini (Arezzo) |

|              |           |  |
| Stellone 48’ | Marcatori |  |

| Cagliari 21 ottobre 2006, ore 20:30 UTC+2 7ª giornata | Cagliari            | 0 – 0 referto | Torino | Stadio Sant'Elia (9.191 spett.)\| Arbitro: \| Tagliavento (Terni) \| |
| Arbitro:                                              | Tagliavento (Terni) |               |        |                                                                      |

| Arbitro: | Ayroldi (Molfetta) |

|  |           |               |
|  | Marcatori | 13’ Jorgensen |

| Arbitro: | Ciampi (Roma) |

|                    |           |                     |
| Spinesi 20’ (rig.) | Marcatori | 85’ I. Franceschini |

| Arbitro: | Romeo (Verona) |

|              |           |             |
| Stellone 60’ | Marcatori | 36’ Cordova |

| Arbitro: | Palanca (Roma) |

|                                      |           |  |
| Corini 43’ Di Michele 69’ Amauri 79’ | Marcatori |  |

| Arbitro: | Banti (Livorno) |

|                   |           |  |
| Rosina 79’ (rig.) | Marcatori |  |

| Arbitro: | Dondarini (Finale Emilia) |

|             |           |                               |
| Loria 90+5’ | Marcatori | 78’ (aut.) Rivalta 88’ Rosina |

| Arbitro: | Celi (Campobasso) |

|             |           |  |
| Comotto 88’ | Marcatori |  |

| Milano 10 dicembre 2006, ore 15:00 UTC+1 15ª giornata | Milan                       | 0 – 0 referto | Torino | Stadio Giuseppe Meazza (50.422 spett.)\| Arbitro: \| Girardi (San Donà di Piave) \| |
| Arbitro:                                              | Girardi (San Donà di Piave) |               |        |                                                                                     |

| Arbitro: | Trefoloni (Siena) |

|  |           |                          |
|  | Marcatori | 59’ (rig.), 90+1’ Rosina |

| Arbitro: | Paparesta (Bari) |

|            |           |                       |
| Rosina 88’ | Marcatori | 38’ Totti 81’ Mancini |

| Arbitro: | Gervasoni (Mantova) |

|                  |           |            |
| C. Lucarelli 61’ | Marcatori | 23’ Cioffi |

| Arbitro: | Saccani (Mantova) |

|           |           |                                                  |
| Fiore 58’ | Marcatori | 24’ Adriano 60’ Ibrahimović 85’ (rig.) Materazzi |

#### Girone di ritorno
| Arbitro: | Mazzoleni (Bergamo) |

|              |           |  |
| G. Rossi 75’ | Marcatori |  |

| Arbitro: | Brighi (Cesena) |

|                       |           |                                   |
| Abbruscato 77’, 90+3’ | Marcatori | 18’ Obodo 33’ Barreto 61’ Asamoah |

| Arbitro: | Romeo (Verona) |

|              |           |  |
| Antonini 65’ | Marcatori |  |

| Arbitro: | Rocchi (Firenze) |

|             |           |                     |
| Comotto 49’ | Marcatori | 48’, 58’ R. Bianchi |

| Arbitro: | Rizzoli (Bologna) |

|                 |           |  |
| Pandev 11’, 60’ | Marcatori |  |

| Arbitro: | Saccani (Mantova) |

|                            |           |  |
| Bogdani 2’, 45’ Brighi 47’ | Marcatori |  |

| Arbitro: | Farina (Novi Ligure) |

|          |           |  |
| Bovo 23’ | Marcatori |  |

| Arbitro: | Bergonzi (Genova) |

|                                                             |           |            |
| Toni 31’, 34’ I. Franceschini 52’ (aut.) Gamberini 74’, 83’ | Marcatori | 14’ Rosina |

| Arbitro: | Paparesta (Bari) |

|            |           |  |
| Rosina 77’ | Marcatori |  |

| Arbitro: | Bertini (Arezzo) |

|  |           |                                          |
|  | Marcatori | 26’ Muzzi 77’ (rig.) Rosina 85’ Stellone |

| Torino 1º aprile 2007, ore 15:00 UTC+2 30ª giornata | Torino            | 0 – 0 referto | Palermo | Stadio Olimpico (20.932 spett.)\| Arbitro: \| Rizzoli (Bologna) \| |
| Arbitro:                                            | Rizzoli (Bologna) |               |         |                                                                    |

| Arbitro: | Pantana (Macerata) |

|               |           |  |
| Bonazzoli 17’ | Marcatori |  |

| Arbitro: | Gava (Conegliano Veneto) |

|                |           |                        |
| Abbruscato 70’ | Marcatori | 1’ Bellini 8’ Zampagna |

| Empoli 22 aprile 2007, ore 15:00 UTC+2 33ª giornata | Empoli                    | 0 – 0 referto | Torino | Stadio Carlo Castellani (5.201 spett.)\| Arbitro: \| Dondarini (Finale Emilia) \| |
| Arbitro:                                            | Dondarini (Finale Emilia) |               |        |                                                                                   |

| Arbitro: | Messina (Bergamo) |

|  |           |             |
|  | Marcatori | 26’ Seedorf |

| Arbitro: | Farina (Novi Ligure) |

|            |           |  |
| Rosina 18’ | Marcatori |  |

| Arbitro: | Rocchi (Firenze) |

|  |           |           |
|  | Marcatori | 14’ Muzzi |

| Torino 20 maggio 2007, ore 15:00 UTC+2 37ª giornata | Torino            | 0 – 0 referto | Livorno | Stadio Olimpico (22.046 spett.)\| Arbitro: \| Saccani (Mantova) \| |
| Arbitro:                                            | Saccani (Mantova) |               |         |                                                                    |

| Arbitro: | Orsato (Schio) |

|                                                 |           |  |
| Materazzi 12’ (rig.) Maicon 60’ Figo 67’ (rig.) | Marcatori |  |

### Coppa Italia

#### Turni eliminatori
| Arbitro: | Saccani (Mantova) |

|  |           |                                |
|  | Marcatori | 30’ Abbruscato 58’, 86’ Rosina |

| Arbitro: | De Marco (Chiavari) |

|                           |           |            |
| Giampaolo 69’ Sedivec 90’ | Marcatori | 58’ Rosina |

## Statistiche

### Statistiche di squadra
Statistiche aggiornate al 27 maggio 2007.
| Competizione | Punti | In casa | In casa | In casa | In casa | In casa | In casa | In trasferta | In trasferta | In trasferta | In trasferta | In trasferta | In trasferta | Totale | Totale | Totale | Totale | Totale | Totale | DR  |
| Competizione | Punti | G       | V       | N       | P       | Gf      | Gs      | G            | V            | N            | P            | Gf           | Gs           | G      | V      | N      | P      | Gf     | Gs     | DR  |
| ------------ | ----- | ------- | ------- | ------- | ------- | ------- | ------- | ------------ | ------------ | ------------ | ------------ | ------------ | ------------ | ------ | ------ | ------ | ------ | ------ | ------ | --- |
| Serie A      | 40    | 19      | 6       | 4       | 9       | 15      | 22      | 19           | 4            | 6            | 9            | 12           | 25           | 38     | 10     | 10     | 18     | 27     | 47     | −20 |
| Coppa Italia | -     | 0       | 0       | 0       | 0       | 0       | 0       | 2            | 1            | 0            | 1            | 4            | 2            | 2      | 1      | 0      | 1      | 4      | 2      | 2   |
| Totale       | -     | 19      | 6       | 4       | 9       | 15      | 22      | 21           | 5            | 6            | 10           | 16           | 27           | 40     | 11     | 10     | 19     | 31     | 49     | −18 |

### Statistiche dei giocatori
Sono indicati in corsivo i calciatori ceduti a stagione in corso.
| Giocatore       | Serie A  | Serie A | Serie A     | Serie A    | Coppa Italia | Coppa Italia | Coppa Italia | Coppa Italia | Totale   | Totale | Totale      | Totale     |
| Giocatore       | Presenze | Reti    | Ammonizioni | Espulsioni | Presenze     | Reti         | Ammonizioni  | Espulsioni   | Presenze | Reti   | Ammonizioni | Espulsioni |
| --------------- | -------- | ------- | ----------- | ---------- | ------------ | ------------ | ------------ | ------------ | -------- | ------ | ----------- | ---------- |
| C. Abbiati      | 36       | -42     | 0           | 1          | 2            | -2           | 0            | 0            | 38       | -44    | 0           | 1          |
| E. Abbruscato   | 29       | 3       | 1           | 0          | 2            | 1            | 0            | 0            | 31       | 4      | 1           | 0          |
| A. Ardito       | 26       | 0       | 12          | 1          | 2            | 0            | 1            | 0            | 28       | 0      | 13          | 1          |
| J. Balestri     | 31       | 0       | 6           | 0          | 2            | 0            | 2            | 0            | 33       | 0      | 8           | 0          |
| S. Barone       | 33       | 0       | 10          | 1          | 2            | 0            | 0            | 0            | 35       | 0      | 10          | 1          |
| C. Bovo         | 7        | 1       | 3           | 0          | -            | -            | -            | -            | 7        | 1      | 3           | 0          |
| O. Brevi        | 22       | 0       | 7           | 1          | 1            | 0            | 0            | 0            | 23       | 0      | 7           | 1          |
| G. Cioffi       | 18       | 1       | 9           | 1          | 2            | 0            | 1            | 0            | 20       | 1      | 10          | 1          |
| F. Coco         | 3        | 0       | 0           | 0          | -            | -            | -            | -            | 3        | 0      | 0           | 0          |
| G. Comotto      | 35       | 3       | 6           | 0          | 2            | 0            | 0            | 0            | 37       | 3      | 6           | 0          |
| D. De Ascentis  | 30       | 0       | 6           | 0          | 1            | 0            | 0            | 0            | 31       | 0      | 6           | 0          |
| M. Di Loreto    | 23       | 0       | 5           | 1          | 0            | 0            | 0            | 0            | 23       | 0      | 5           | 1          |
| D. Doudou       | 2        | 0       | 0           | 0          | 0            | 0            | 0            | 0            | 2        | 0      | 0           | 0          |
| C. Ferrarese    | 1        | 0       | 0           | 0          | 1            | 0            | 0            | 0            | 2        | 0      | 0           | 0          |
| S. Fiore        | 19       | 1       | 1           | 0          | 0            | 0            | 0            | 0            | 19       | 1      | 1           | 0          |
| A.M. Fontana    | 1        | -0      | 0           | 0          | 0            | -0           | 0            | 0            | 1        | -0     | 0           | 0          |
| I. Franceschini | 30       | 1       | 9           | 1          | 2            | 0            | 1            | 0            | 32       | 1      | 10          | 1          |
| F. Gallo        | 22       | 0       | 4           | 0          | 2            | 0            | 0            | 0            | 24       | 0      | 4           | 0          |
| A. Konan        | 5        | 0       | 0           | 0          | 0            | 0            | 0            | 0            | 5        | 0      | 0           | 0          |
| N. Lazetic      | 28       | 0       | 3           | 0          | 2            | 0            | 0            | 0            | 30       | 0      | 3           | 0          |
| L. Martinelli   | 4        | 0       | 0           | 0          | 0            | 0            | 0            | 0            | 4        | 0      | 0           | 0          |
| V. Music        | 1        | 0       | 0           | 0          | 0            | 0            | 0            | 0            | 1        | 0      | 0           | 0          |
| R. Muzzi        | 28       | 3       | 4           | 1          | 0            | 0            | 0            | 0            | 28       | 3      | 4           | 1          |
| A. Ogbonna      | 4        | 0       | 1           | 0          | 0            | 0            | 0            | 0            | 4        | 0      | 1           | 0          |
| M. Oguro        | 7        | 0       | 0           | 0          | 0            | 0            | 0            | 0            | 7        | 0      | 0           | 0          |
| G. Pancaro      | 10       | 0       | 2           | 0          | 1            | 0            | 0            | 0            | 11       | 0      | 2           | 0          |
| A. Rosina       | 35       | 9       | 2           | 0          | 2            | 3            | 0            | 0            | 37       | 12     | 2           | 0          |
| R. Stellone     | 32       | 4       | 6           | 0          | 2            | 0            | 0            | 0            | 34       | 4      | 6           | 0          |
| M. Taibi        | 3        | -5      | 1           | 0          | 0            | -0           | 0            | 0            | 3        | -5     | 1           | 0          |

## Giovanili

### Organigramma societario
Area direttiva
- Consigliere: Gigi Gabetto
- Coordinatore Settore Giovanile: Antonio Comi
- Coordinatore Scuola Calcio: Silvano Benedetti
- Segreteria Settore Giovanile: Mario Silvetti

Area tecnica - Primavera
- Allenatore: Antonio Pigino
- Allenatore dei portieri: Mauro Deorsola
- Preparatore atletico: Dario Biasiolo
- Massaggiatore: Fabrizio Roberi
- Dirigenti: Pino Olmo, Andrea Ricca Barberis

Area tecnica - Berretti
- Allenatore: Enrico Lombardi
- Allenatore dei portieri: Mauro Deorsola
- Preparatore atletico: Lorenzo Mazzeo
- Massaggiatore: Gerardo Santoro
- Dirigenti: Luciano Franciscono, Luigi Sacco

Area tecnica - Allievi nazionali
- Allenatore: Salvatore Barbieri
- Allenatore dei portieri: Marco Mirolli
- Preparatore atletico: Ivano Serena Guinzio
- Dirigenti: Bruno Crovella, Umberto Francou

Area tecnica - Allievi regionali
- Allenatore: Antonino Asta
- Allenatore dei portieri: Giovanni Tunno
- Preparatore atletico: Lorenzo Gobetti
- Dirigenti: Mario Cossa, Giulio Ferrero

Area tecnica - Giovanissimi nazionali
- Allenatore: Gabriele Davin
- Allenatore dei portieri: Giovanni Tunno
- Preparatore atletico: Lorenzo Gobetti
- Dirigenti: Angelo Andriulli, Giampiero Magnetti

### Piazzamenti
- Primavera:
  - Campionato: 7º posto nel girone A.
  - Coppa Italia: Primo turno
  - Torneo di Viareggio: Ottavi di finale.
- Berretti:
  - Campionato: Vincitore
- Allievi nazionali:
  - Campionato:
  - Torneo Città di Arco: 3º posto nel girone A di qualificazione.
- Allievi regionali:
  - Campionato:
- Giovanissimi nazionali:
  - Campionato: